# Cancún Country Open 2025 - Doppio
Il doppio del torneo di tennis professionistico Cancún Country Open 2025, facente parte della categoria Challenger 125 nell'ambito dell'ATP Challenger Tour 2025, si è giocato dal 12 al 17 agosto a Cancún, in Messico. Questa è stata la prima edizione del torneo.
In finale Santiago González e Jean-Julien Rojer hanno sconfitto Manuel Guinard e Rafael Matos con il punteggio di 7–6(2), 7–5.

## Teste di serie
1. Manuel Guinard /  Rafael Matos (finale)
2. Santiago González /  Jean-Julien Rojer (campioni)

1. Nicolás Barrientos /  Joran Vliegen (quarti di finale)
2. Constantin Frantzen  /  Robin Haase (quarti di finale)

## Wildcard
1. Alan Magadán /  Daniel Moreno (quarti di finale)

1. Luis Carlos Álvarez /  Alex Hernández (primo turno)

## Tabellone

### Legenda
| - Q = Qualificato - WC = Wild card - LL = Lucky loser | - ALT = Alternate - SE = Special Exempt - PR = Protected Ranking | - w/o = Walkover - r = Ritirato - d = Squalificato |

|  | Primo turno | Primo turno               | Primo turno               | Primo turno            | Primo turno          |  |  | Quarti di finale | Quarti di finale          | Quarti di finale          | Quarti di finale     | Quarti di finale     |   |   | Semifinali | Semifinali                  | Semifinali                  | Semifinali                          | Semifinali                          |   |   | Finale | Finale | Finale | Finale | Finale |  |
|  |             |                           |                           |                        |                      |  |  |                  |                           |                           |                      |                      |   |   |            |                             |                             |                                     |                                     |   |   |        |        |        |        |        |  |
|  | 1           | M Guinard R Matos         | M Guinard R Matos         | M Guinard R Matos      | M Guinard R Matos    |  |  |                  |                           |                           |                      |                      |   |   |            |                             |                             |                                     |                                     |   |   |        |        |        |        |        |  |
|  |             | Bye                       | Bye                       | Bye                    | Bye                  |  |  | 1                | M Guinard R Matos         | M Guinard R Matos         | 6                    | 7                    |   |   |            |                             |                             |                                     |                                     |   |   |        |        |        |        |        |  |
|  |             | L Draxl C Harper          | L Draxl C Harper          | L Draxl C Harper       |                      |  |  | WC               | A Magadán D Moreno        | A Magadán D Moreno        | 1                    | 64                   |   |   |            |                             |                             |                                     |                                     |   |   |        |        |        |        |        |  |
|  | WC          | A Magadán D Moreno        | A Magadán D Moreno        | A Magadán D Moreno     | w/o                  |  |  |                  |                           |                           |                      |                      |   |   | 1          | M Guinard R Matos           | M Guinard R Matos           | 6                                   | 6                                   |   |   |        |        |        |        |        |  |
|  | 4           | C Frantzen R Haase        | C Frantzen R Haase        | C Frantzen R Haase     | w/o                  |  |  |                  |                           |                           | G Escobar D Hidalgo  | G Escobar D Hidalgo  | 4 | 1 |            |                             |                             |                                     |                                     |   |   |        |        |        |        |        |  |
|  |             | I Buse M Trungelliti      | I Buse M Trungelliti      | I Buse M Trungelliti   |                      |  |  | 4                | C Frantzen R Haase        | 7                         | 3                    | [7]                  |   |   |            |                             |                             |                                     |                                     |   |   |        |        |        |        |        |  |
|  |             | G Escobar D Hidalgo       | G Escobar D Hidalgo       | 7                      | 6                    |  |  |                  | G Escobar D Hidalgo       | 5                         | 6                    | [10]                 |   |   |            |                             |                             |                                     |                                     |   |   |        |        |        |        |        |  |
|  |             | G Goldhoff R Ho           | G Goldhoff R Ho           | 63                     | 3                    |  |  |                  |                           |                           |                      |                      |   |   | 1          | Manuel Guinard Rafael Matos | Manuel Guinard Rafael Matos | 62                                  | 5                                   |   |   |        |        |        |        |        |  |
|  |             | F Reynolds J Watt         | F Reynolds J Watt         | F Reynolds J Watt      | w/o                  |  |  |                  |                           |                           |                      |                      |   |   |            |                             | 2                           | Santiago González Jean-Julien Rojer | Santiago González Jean-Julien Rojer | 7 | 7 |        |        |        |        |        |  |
|  |             | M Gigante A Pellegrino    | M Gigante A Pellegrino    | M Gigante A Pellegrino |                      |  |  |                  | F Reynolds J Watt         | F Reynolds J Watt         | 7                    | 6                    |   |   |            |                             |                             |                                     |                                     |   |   |        |        |        |        |        |  |
|  |             | J de Jong D Svrčina       | J de Jong D Svrčina       | J de Jong D Svrčina    | 4r                   |  |  | 3                | N Barrientos J Vliegen    | N Barrientos J Vliegen    | 5                    | 3                    |   |   |            |                             |                             |                                     |                                     |   |   |        |        |        |        |        |  |
|  | 3           | N Barrientos J Vliegen    | N Barrientos J Vliegen    | N Barrientos J Vliegen | 5                    |  |  |                  |                           |                           |                      |                      |   |   |            | F Reynolds J Watt           | F Reynolds J Watt           | 4                                   | 5                                   |   |   |        |        |        |        |        |  |
|  | WC          | LC Álvarez A Hernández    | LC Álvarez A Hernández    | 3                      | 4                    |  |  |                  |                           | 2                         | S González J-J Rojer | S González J-J Rojer | 6 | 7 |            |                             |                             |                                     |                                     |   |   |        |        |        |        |        |  |
|  |             | B Bayldon MÁ Reyes-Varela | B Bayldon MÁ Reyes-Varela | 6                      | 6                    |  |  |                  | B Bayldon MÁ Reyes-Varela | B Bayldon MÁ Reyes-Varela | 2                    | 62                   |   |   |            |                             |                             |                                     |                                     |   |   |        |        |        |        |        |  |
|  |             | Bye                       | Bye                       | Bye                    | Bye                  |  |  | 2                | S González J-J Rojer      | S González J-J Rojer      | 6                    | 7                    |   |   |            |                             |                             |                                     |                                     |   |   |        |        |        |        |        |  |
|  | 2           | S González J-J Rojer      | S González J-J Rojer      | S González J-J Rojer   | S González J-J Rojer |  |  |                  |                           |                           |                      |                      |   |   |            |                             |                             |                                     |                                     |   |   |        |        |        |        |        |  |